# Статут гарнізонної і вартової служб
Статут гарнізонної і вартової служб (скорочено СтГіВС) — один із чотирьох статутів Збройних Сил України, затверджений Законом України «Про Статут гарнізонної та вартової служб Збройних Сил України» N 550-XIV від 24.03.1999 р. (зі змінами та доповненнями)., що визначає організацію і порядок несення гарнізонної та вартової служб, права і обов'язки посадових осіб гарнізону та військовослужбовців, які залучаються для несення цих служб.
Статут гарнізонної та вартової служб обов'язковий для всіх військових частин, штабів, організацій, установ і військово-навчальних закладів Збройних Сил України. Дія Статуту поширюється на Державну прикордонну службу України, Службу безпеки України, Національну гвардію України та на інші військові формування, створені відповідно до законів України, Державну спеціальну службу транспорту, Державну службу спеціального зв'язку та захисту інформації України.

## Основні поняття
- СтГіВС визначає поняття гарнізон як сукупність військових частин ЗСУ та інших військових формувань, що розташовані в населеному пункті або поза ним. Докладніше: Гарнізон
- Предметом розгляду СтГіВС є організація в гарнізоні гарнізонної та вартової служби.
- Гарнізонна служба покликана забезпечувати додержання високої військової дисципліни особовим складом гарнізону, необхідні умови для повсякденного життя та підготовки військових частин, проведення гарнізонних заходів за їх участю.
- Вартова служба призначається для надійної охорони та оборони важливих військових об'єктів, Бойових Прапорів та осіб, яких тримають на гауптвахті або в дисциплінарному батальйоні (частині).
- Межі гарнізону та зони відповідальності визначаються наказом командувача військ оперативного командування, а в місті Києві - наказом Міністра оборони України. Межі гарнізону мають бути добре відомі всьому особовому складу гарнізону.
- Зони діяльності органів управління та підрозділів Військової служби правопорядку Збройних Сил України визначаються наказом Міністра оборони України.
- Керівництво гарнізонною службою та службою гарнізонних варт від військових частин гарнізону здійснює начальник гарнізону.
- Керівництво гарнізонною та вартового службами в межах оперативного командування здійснює командувач військ оперативного командування, який відповідає за її стан.
- Відповідальність за стан гарнізонної та вартової служб у підпорядкованих військах (силах) покладається також на всіх прямих начальників.
- Організація несення служби черговими змінами Служби правопорядку визначається наказами начальника Генерального штабу Збройних Сил України та інструкціями начальника Головного управління Служби правопорядку.

## Посадові особи гарнізону
- У кожному гарнізоні наказом командувача військ оперативного командування, а в місті Києві та містах розташування штабів видів

Збройних Сил України наказом Міністра оборони України призначається начальник гарнізону. До призначення начальника гарнізону його обов'язки виконує старший за посадою командир (начальник), а при рівних посадах - старший за військовим званням.
- У гарнізонах, де розташовані військові частини ВійськовоМорських Сил Збройних Сил України, наказом Головнокомандувача Військово-Морських Сил Збройних Сил України призначається старший морський начальник.
- У разі розміщення у військовому містечку кількох військових частин Збройних Сил України наказом начальника гарнізону з командирів цих частин призначається старший військового містечка.
- У гарнізонах за наявності в їх складі кількох військових частин Збройних Сил України із військових службових осіб, старших за відповідною посадою, наказом начальника гарнізону призначаються:
  - заступник начальника гарнізону;
  - заступник начальника гарнізону з виховної роботи;
  - заступник начальника гарнізону з тилу;
  - помічник начальника гарнізону з правової роботи;
  - начальник зв'язку гарнізону;
  - начальник квартирно-експлуатаційної частини гарнізону;
  - начальник фінансово-економічної служби гарнізону;
  - начальник медичної служби гарнізону;
  - начальник служби ветеринарної медицини гарнізону;
  - начальник служби радіаційного, хімічного і біологічного захисту - начальник служби екологічної безпеки гарнізону;
  - начальник служби пожежної безпеки гарнізону;
  - військовий диригент гарнізону.
- Начальником гарнізонної гауптвахти в установленому порядку призначається офіцер. Він одночасно є одним із помічників військового коменданта гарнізону.

Статут гарнізонної і вартової служби  детально визначає обов'язки кожної з посадових осіб гарнізону, а також обов'язки осіб, призначених у гарнізонні варти та добовий наряд по гарнізону.

## Чергування в гарнізоні
Чергування в гарнізоні здійснюється силами, призначеними у склад гарнізонного наряду (на певну добу).
Гарнізонний наряд призначається для охорони та оборони гарнізонних об'єктів та для виконання інших завдань гарнізонної  служби.
У складі гарнізонного наряду передбачається наявність
- чергового варт;
- помічника чергового варт;
- чергового підрозділу;
- гарнізонних варт.

В Статуті ГтаВСл  передбачений порядок призначення та заступання на чергування гарнізонного наряду, обов'язки посадових осіб гарнізонного наряду та їх взаємодію в процесі чергування.

## Патрулювання в гарнізоні
У кожному гарнізоні для підтримання порядку серед військовослужбовців на вулицях і в громадських місцях, на залізничних станціях (вокзалах), у морських (річкових) портах, аеропортах, а також у прилеглих до гарнізону населених пунктах наказом начальника органу управління Служби правопорядку в гарнізоні організується патрулювання.
Патрулі віднаряджаються із складу підрозділів Служби правопорядку. Несення патрульної служби є внутрішнім нарядом військовослужбовців Служби правопорядку в гарнізоні. Порядок виконання завдань патрулювання визначається наказами та інструкціями відповідного начальника органу управління Служби правопорядку.
У разі потреби рішенням начальника гарнізону (старшого військового містечка) може призначатися патруль для несення служби на
території військового містечка.
Патрулювання проводиться пішим ходом чи на автотранспорті протягом доби або на певний час дня чи ночі. Патруль, призначений на добу, несе службу протягом 4 годин із двогодинним відпочинком у розташуванні підрозділу, звідки він був призначений, або в іншому місці, визначеному начальником гарнізону (старшим військового містечка).
Озброєння особового складу патрулів Служби правопорядку (патрулів військових частин) визначається наказом начальника органу управління Служби правопорядку в гарнізоні (начальником гарнізону), а форма одягу - наказом начальника гарнізону. Начальники патрулів із числа офіцерів, прапорщиків, як правило, озброюються пістолетами з двома магазинами, спорядженими набоями, а інший особовий склад залежно від умов може бути без зброї або із зброєю (автомати, багнети). За додатковою командою начальника органу управління Служби правопорядку в гарнізоні особовий склад патрулів озброюється спеціальними засобами.
Начальник патруля в разі потреби забезпечується переносною радіостанцією для зв'язку з іншими патрулями, супроводжується міліцією та відповідним черговим органу управління Служби правопорядку в гарнізоні (черговим військової частини).
Патрулі підпорядковуються начальникові органу управління Служби правопорядку в гарнізоні, своєму командирові підрозділу та черговому органу управління Служби правопорядку в гарнізоні. Патруль, який віднаряджається від військової частини для несення служби на території військового містечка, підпорядковується старшому військового містечка (командирові військової частини), черговому військової частини, звідки він був призначений. Патруль Служби правопорядку, віднаряджений для несення
служби на залізничних станціях (вокзалах), у морських (річкових) портах та аеропортах, організовує взаємодію з військовими комендантами на транспорті та міліцією. Військовими комендантами на транспорті для відпочинку патрулів виділяються спеціально обладнані кімнати.

## Порядок застосування зброї
Одним із найважливіших розділів, що містить Статут гарнізонної і вартової служби, є порядок застосування зброї особами, що несуть службу у варті чи гарнізонному наряді.

## Гарнізонні заходи за участю військ
Статутом Гарнізонної та вартової служби передбачені Гарнізонні заходи за участю військ, серед яких
- Паради військ [4]
- Почесні варти [5]
- Віддання військових почестей під час поховання [6]
- Покладання вінків до пам'ятників і могил воїнів
- Залучення військ для боротьби з пожежами, стихійним лихом

## Вартова служба
Несення вартової служби є виконанням бойового завдання і вимагає від особового складу точного дотримання всіх положень, визначених   Статутом ГтаВСл, високої пильності, непохитної рішучості та розумної ініціативи. Особи, винні в порушенні правил несення вартової служби, несуть дисциплінарну або кримінальну відповідальність.
Для несення вартової служби віднаряджуються варти. 
Вартою називають озброєний підрозділ, віднаряджений для виконання бойового завдання з метою охорони та оборони військових об'єктів, бойових прапорів та осіб, яких тримають на гауптвахті й у дисциплінарній частині (батальйоні).
Варти можуть бути внутрішніми (корабельними) або гарнізонними, постійними або тимчасовими.
У внутрішні (корабельні) варти для охорони та оборони об'єктів призначаються військовослужбовці від однієї військової частини гарнізону (корабля). У гарнізонні варти для охорони та оборони об'єктів призначаються по черзі військовослужбовці двох або більше військових частин гарнізону. Гарнізонні варти призначаються, як правило, для охорони та оборони в гарнізоні військових об'єктів, які не мають своїх підрозділів охорони.
Для охорони осіб, яких тримають на гауптвахтах Служби правопорядку, призначаються чергові зміни охорони і конвоювання (далі -чергові зміни), які відряджаються від підрозділів Служби правопорядку.

### Основні положення вартової служби
- Для безпосередньої охорони та оборони об'єктів із складу варти виставляються чатові.

- Чатовим називається озброєний вартовий, який виконує бойове завдання щодо охорони та оборони дорученого йому поста.
- Постом називається все доручене для охорони та оборони чатовому, а також місце або ділянка місцевості, на якій він виконує свої обов'язки. До постів також належать об'єкти та ділянки місцевості, що їх охороняє варта, на яких встановлено технічні засоби охорони або є вартові собаки.
- Пости, залежно від важливості та тривалості несення служби на них, поділяються на постійні (охороняють протягом доби) та

тимчасові (охороняють протягом частини доби); перші - тризмінні, другі - двозмінні.
- Порядок охорони, розташування та межі постів визначає для гарнізонних варт начальник гарнізону, для внутрішніх варт - командир

військової частини (корабля) та зазначає в табелі постів (додаток 7 до Статуту ГтаВСл).
- Для охорони складів тилу, автомобільного, бронетанкового та інших видів майна, парків військових частин, гарнізонних гауптвахт за наявності на них тільки військовослужбовців, які заарештовані у дисциплінарному порядку, дозволяється озброювати чатових багнетами.

### Озброєння варт
- Особовий склад варти має бути у вартовій формі одягу (додаток 14 до  Статуту), озброєний справною, приведеною до нормального бою зброєю (автоматами або карабінами з багнетами). Вартові контрольно-пропускних постів, як виняток, можуть бути озброєні пістолетами. Начальники варт озброюються своєю штатною зброєю.
- Боєприпасами варта забезпечується із розрахунку: на кожний автомат і пістолет - по два споряджені магазини і на кожний карабін - ЗО патронів у обоймах.  Особливим розпорядженням начальника гарнізону (командира військової частини) варти можуть озброюватися кулеметами з трьома спорядженими магазинами до кожного з них і ручними гранатами на весь склад варти з розрахунку по дві гранати на кожного, а також посилюватися бойовою технікою. Боєприпаси особовому складу варт, крім осіб, які мають на озброєнні пістолети, видаються на вартовому містечку після проведення практичного заняття.
- Розпорядженням начальника гарнізону (командира військової частини, начальника органу управління Служби правопорядку в гарнізоні - для чергових змін Служби правопорядку) у вартовому приміщенні (приміщенні чергової зміни) створюється запас набоїв з розрахунку: на кожний автомат або карабін - по 150 набоїв, на пістолет - по 16 набоїв, які зберігаються в герметичних коробках (цинках) у металевому ящику. У такому ж ящику зберігаються також індивідуальні перев'язувальні пакети для всього особового складу варти (чергової зміни).
- Ручні гранати й запали до них зберігаються у спеціальних металевих ящиках. Запали зберігають окремо від гранат. Книги обліку запасу патронів, гранат і запалів, акт закладки (вилучення) боєприпасів і незаповнені бланки, а також ключі для відкриття цинків зберігаються в тих самих ящиках.